# Martin Desjardins
Martin Desjardins geboren als Martinus van den Bogaert (Breda, 1637 — Parijs, 1694), was een Nederlands/Frans kunstschilder en beeldhouwer.
Hij was de zoon van een Bredase hoedenmaker en werd geboren in het huis de Gapert aan de Lange Brugstraat. De huisnaam werd later veranderd in 'de Drye Bredasche Hoeden'.
Hij ging in Antwerpen in leer bij de schilder Peeter Verbruggen. Later werkte hij in Parijs als schilder en beeldhouwer, veranderde aldaar zijn naam in Martin Desjardins. Hij werd benoemd tot rector van de Koninklijke Academie voor Beeldhouw- en Schilderkunst te Parijs.

## Beeldhouwwerken
- Zijn eerste (koninklijke) opdracht die bewondering oogstte, was een sculptuur (1680) van Diana (godin van de jacht), geïnspireerd op de beeldhouwkunst uit de oudheid. Hiervan zouden veel kopieën volgen.
- Standbeeld van Lodewijk XIV op de Place des Victoires  (1682-1685). Hoewel het standbeeld zelf werd vernietigd tijdens de revolutie, zijn onderdelen ervan bewaard gebleven, waaronder vier bronzen figuren, die de overwonnen naties Spanje, Oostenrijk, Pruisen en Holland voorstellen. Daarnaast werden enkele bij het monument behorende reliëfs en medaillons gered. De restanten van de beeldengroep bevinden zich in het Louvre.
- Ruiterstandbeeld van Lodewijk XIV, die (pas) in 1713 op de Place Bellecour, te Lyon, werd geplaatst. Op de sokkel verbeelden bas-reliëfs de Rhône en Saône. Dit beeld werd eveneens vernietigd door de revolutionairen. Een schaalmodel, dat door een leerling werd uitgevoerd, staat nog in het Louvre. De reliëfs werden later in de gevel van het stadhuis van Lyon verwerkt.
- Bustes van Jean-Baptiste Colbert en de schilder Pierre Mignard (Louvre).

Restanten van het monument voor Lodewijk XIV op de Place des Victoires, thans in het Louvre

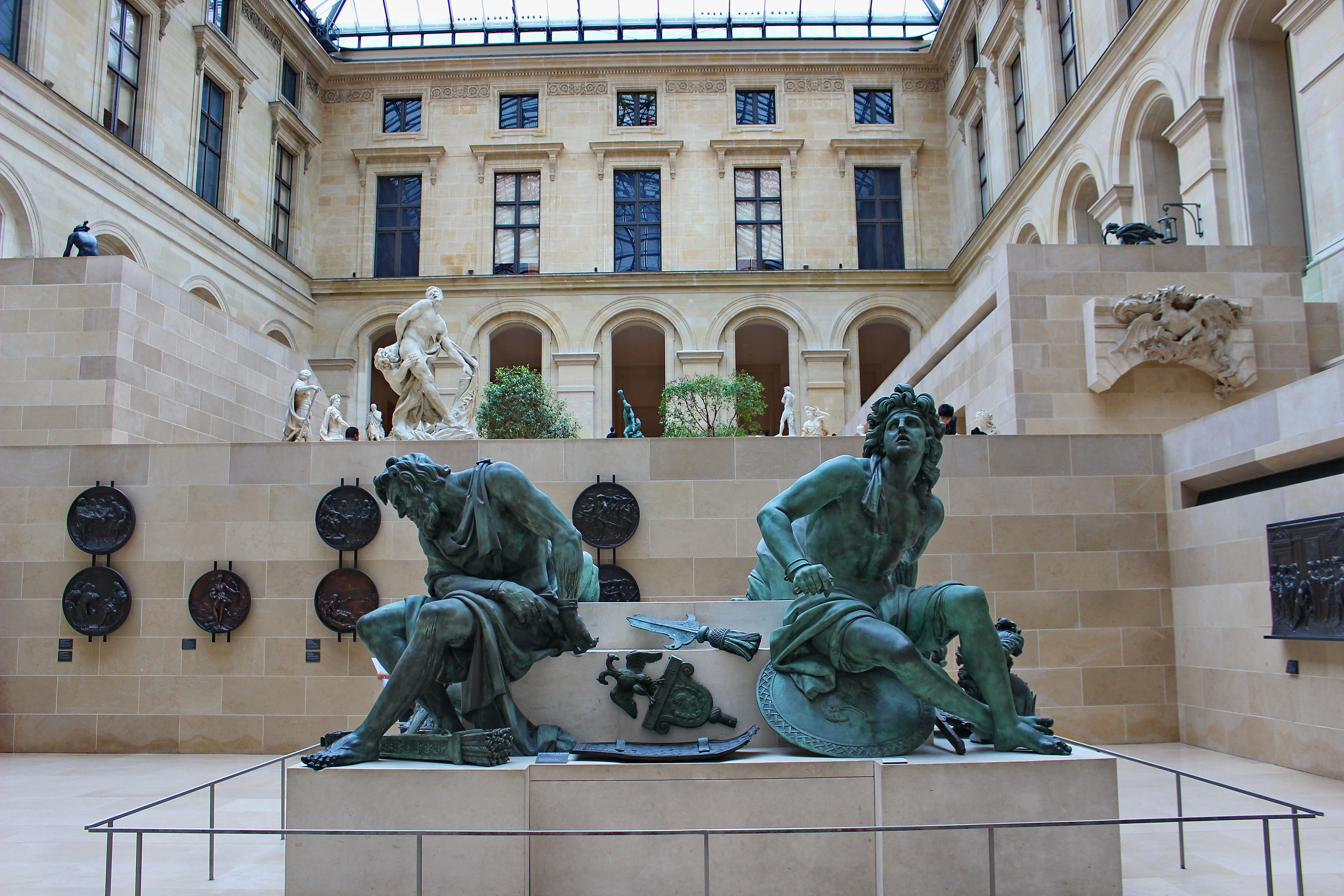
Personificaties van de vier naties, op de Cour Puget in het Louvre
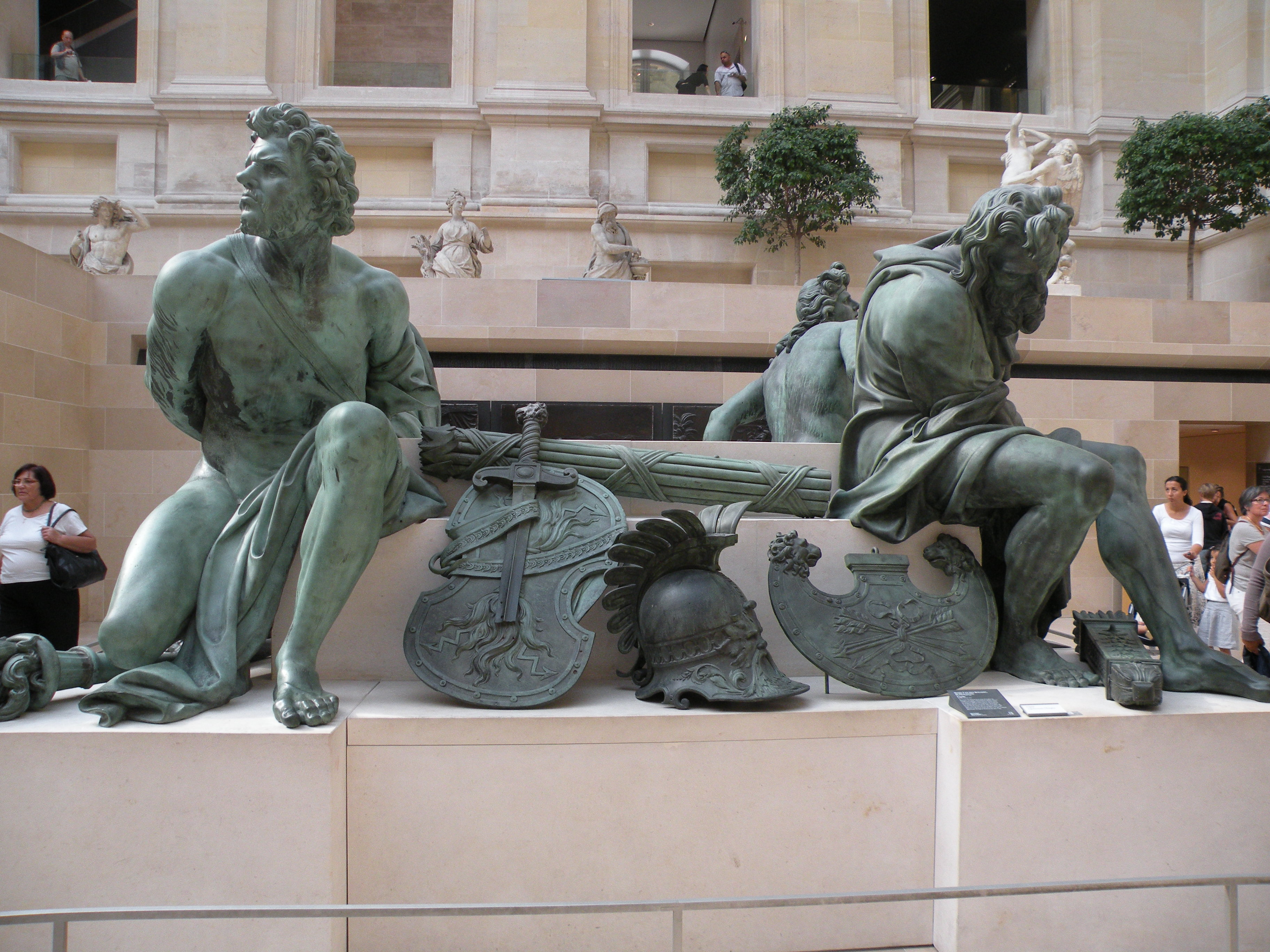
Twee gevangenen: links de rebellie (Holland); rechts de neerslachtigheid (Pruisen)
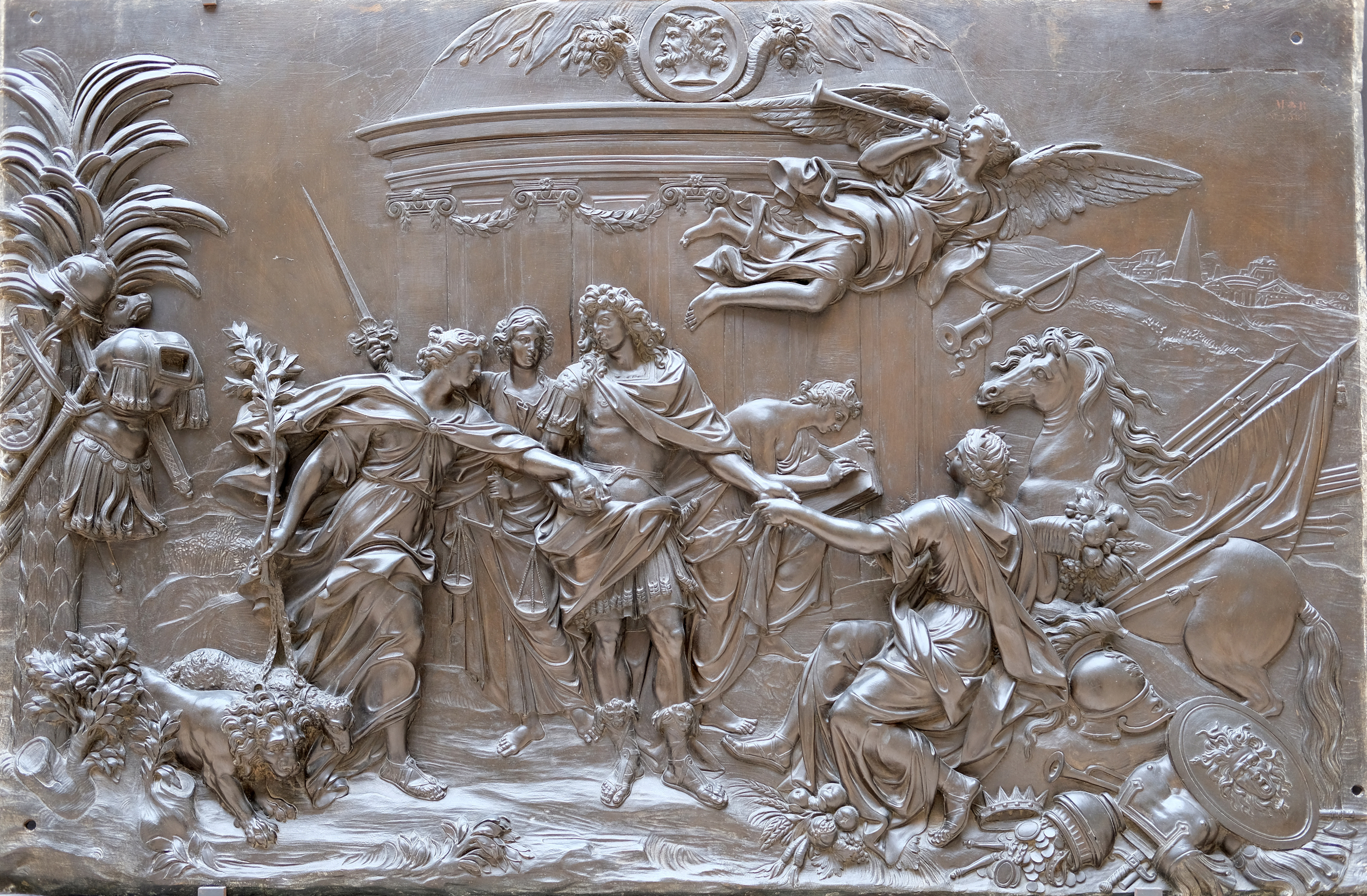
Reliëf De vrede van Nijmegen: Lodewijk XIV verzoent de Vrede en Europa
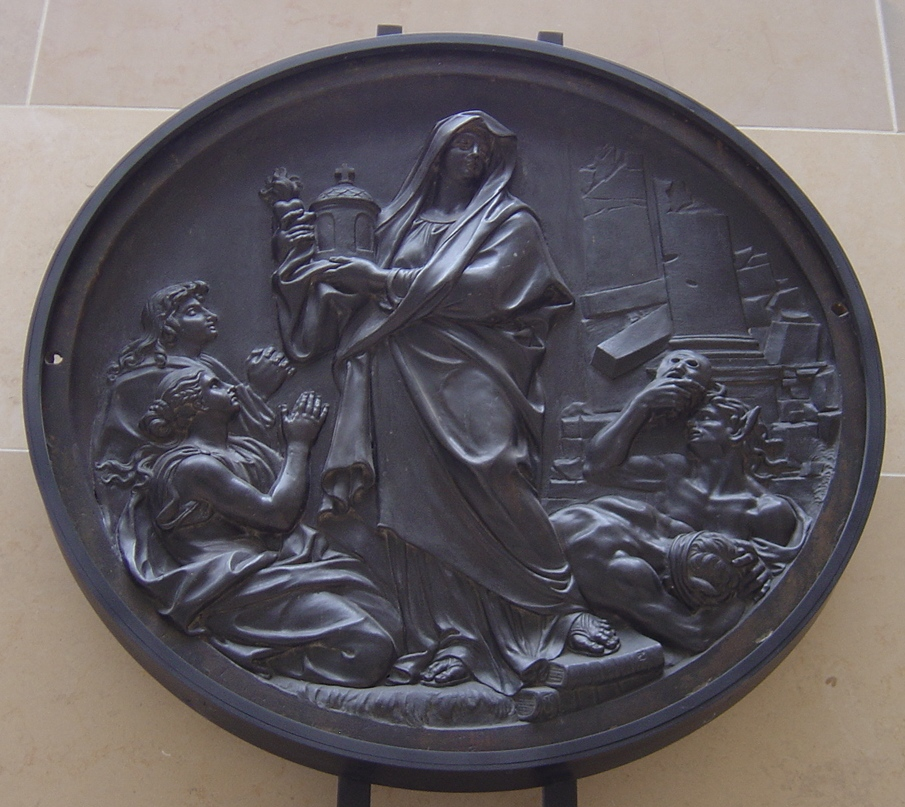
Medaillon De ketterij verpletterd, de herroeping van het Edict van Nantes

- Bibliothèque nationale de France: cb14959869n (data)
- Biografisch Portaal: 27869464
- Gemeinsame Normdatei: 129424021
- International Standard Name Identifier: 0000 0000 8745 884X
- KulturNav: bc589aa9-8a5c-42c7-9157-38ee9274251a
- RKD-Nederlands Instituut voor Kunstgeschiedenis: 207058
- SNAC: w6r79hmr
- Union List of Artist Names: 500032258
- Virtual International Authority File: 78784787
- WorldCat: E39PBJwmWd788mMkFj7hpggR8C